# Joseph Paty
Joseph Paty (Liegi, 6 gennaio 1896 – ...) è stato un calciatore belga, di ruolo portiere.

## Carriera

### Club
Nato a Liegi, ha giocato per lo Standard della sua città natale dal 1920 al 1930, anno del suo ritiro.

### Nazionale
È stato convocato dalla nazionale belga come portiere di riserva ai Giochi della VIII Olimpiade nel 1924, nei quali non ha disputato però nessuna partita.